# Donovan Powell
Donovan Powell (Linstead, 31 oktober 1971) is een voormalige Jamaicaanse sprinter. Hij nam eenmaal deel aan Olympische Spelen, als lid van het Jamaicaanse 4 x 100 m estafetteteam.

## Loopbaan
Nadat hij in 1989 op de Carifta Games U20 (onder 20 jaar) deel had uitgemaakt van het Jamaicaanse estafetteteam dat de gouden medaille had veroverd, behaalde Powell een jaar later zijn eerste individuele succes met het winnen van de 100 m op de Centraal-Amerikaanse en Caribische juniorenkampioenschappen. Dat jaar won hij ook voor de tweede maal goud bij de Carifta Games U20, net als in 1989 op de 4 x 100 m.
In 1995 kwalificeerde Donovan Powell zich met een tweede plaats op de Jamaicaanse kampioenschappen voor de wereldkampioenschappen in Göteborg. Hij testte bij een dopingcontrole echter positief op het stimulerende middel efedrine en kreeg een schorsing opgelegd van drie maanden.
In 1997 plaatste Powell zich voor de WK in Athene. Op de 100 m sneuvelde hij in de kwartfinale.
Zijn beste seniorenprestatie leverde hij met het behalen van een zesde plaats in de finale van de 60 m op de wereldindoorkampioenschappen van 1999 in Maebashi. Hij finishte in een tijd van 6,59 s.
In 2000 nam Powell als lid van het 4 x 100 m estafetteteam van zijn land deel aan de Olympische Spelen in Sydney. Hij werd alleen in de series opgesteld, waarin het Jamaicaanse viertal vierde werd in 38,97. In de finale behaalden zijn collega's Lindel Frater, Dwight Thomas, Christopher Williams en Llewelyn Bredwood eveneens een vierde plaats in 38,20, een nationaal record.
Zijn laatste internationale optreden vond plaats op de Centraal Amerikaanse en Caribische kampioenschappen van 2001, waar hij in de finale van de 100 m als zevende finishte. In 2002 zette hij een punt achter zijn loopbaan als atleet. Tegenwoordig is hij trainer van jeugdatleten in Texas. 
Donovan Powell is de broer van de oud-wereldrecordhouder op de 100 m en meervoudig Jamaicaans en Gemenebestkampioen Asafa Powell.

## Titels
- Centraal-Amerikaans en Caribisch juniorenkampioen 100 m - 1990
- Carifta Games kampioen U20 200 m - 1990
- Carifta Games kampioen 4 x 100 m - 1989, 1990

## Persoonlijke records
Outdoor
| Onderdeel | Prestatie | Datum       | Plaats    |
| --------- | --------- | ----------- | --------- |
| 100 m     | 10,07 s   | 3 juni 1995 | Knoxville |
| 200 m     | 20,83 s   | 4 mei 2002  | Cayenne   |

Indoor
| Onderdeel | Prestatie | Datum            | Plaats  |
| --------- | --------- | ---------------- | ------- |
| 50 m      | 5,64 s    | 21 februari 1999 | Liévin  |
| 60 m      | 6,51 s    | 2 maart 1996     | Atlanta |
| 100 m     | 10,47 s   | 4 februari 1998  | Tampere |

## Prestaties

### 60 m
- 1993: 6e in serie WK Indoor - 7,02 s
- 1999: 6e WK Indoor - 6,59 s

### 100 m
- 1989:  Carifta Games U20 - 10,64 s
- 1990:  Centraal-Amerikaanse en Caribische juniorenkamp. - 10,48 s
- 1990: 5e WJK - 10,44 s
- 1997: 6e in ¼ fin. WK - 10,35 s

### 200 m
- 1989:  Carifta Games U20 - 21,8 s
- 1990:  Carifta Games U20 - 21,42 s

### 4 x 100 m
- 1989:  Carifta Games U20 - 40,4 s
- 1990:  Centraal-Amerikaanse en Caribische juniorenkamp. - 40,66 s
- 1990:  Carifta Games U20 - 40,66 s
- 2000: 4e OS - 38,20 s (nat. rec.)[1]